# 氷川神社 (豊島区高田)
氷川神社（ひかわじんじゃ）は、東京都豊島区の神社。旧下高田村鎮守。地名を冠して高田氷川神社（たかだひかわじんじゃ）とも称される。

## 歴史
貞観年間（859年-877年）に創建された。当初は「氷川宮」「氷川大明神」と呼ばれていたが、1869年（明治2年）に「氷川神社」に改称された。
かつては、東京都新宿区下落合にある下落合氷川神社が「女体の宮」と呼ばれていたのに対して、当社は「男体の宮」と呼ばれ、二つ合わせて「夫婦の宮」と呼ばれていた。

## 御奉射祭
成人の日に御奉射祭（おびしゃさい）が挙行されている。かつては旧暦1月10日に行われていた。戦後、しばらく廃絶していたが、1981年（昭和56年）に復活した。

## 氏子地域
- 豊島区高田一丁目～三丁目
- 目白一丁目～二丁目、三丁目1～5･12～22
- 雑司が谷二丁目1～7、三丁目1～10
- 文京区目白台一丁目1(一部)･2～4･20(一部)･21～24、二丁目1～2、三丁目6(一部)･7(一部)･8～17

## 交通アクセス
- 面影橋停留場より徒歩3分。